# Sezer Badur
Sezer Badur (Berlijn, 20 juni 1984) is een Turks voetballer die in het middenveld speelt van Trabzonspor.